# Гребенёв, Аркадий Дмитриевич
Арка́дий Дми́триевич Гребенёв (29 июля 1919, Гребени, Вятская губерния — 5 июля 1999, Симферополь) — лётчик-ас, майор Советской Армии, участник Великой Отечественной войны, Герой Советского Союза (1944).

## Биография
Аркадий Гребенёв родился 29 июля 1919 года в деревне Гребени (ныне — Верхошижемский район Кировской области) в семье крестьянина. Получил неполное среднее образование. Проживал в Ленинграде, работал на мебельной фабрике. В 1938 году Гребенёв был призван на службу в Рабоче-крестьянскую Красную Армию. В 1940 году он окончил Чугуевскую военную авиационную школу лётчиков. С 24 июля 1941 года — на фронтах Великой Отечественной войны. Принимал участие в боях на Западном, Калининском, Волховском, 1-м и 4-м Украинских фронтах. Участвовал в битве за Москву, Ржевско-Сычёвской, Великолукской операциях, прорыве блокады Ленинграда, Житомирско-Бердичевской, Корсунь-Шевченковской, Ровно-Луцкой, Проскуровско-Черновицкой, Львовско-Сандомирской операциях.
К маю 1944 года гвардии капитан Аркадий Гребенёв был штурманом 111-го гвардейского истребительного авиаполка 10-й гвардейской истребительной авиадивизии 10-го истребительного авиакорпуса 2-й воздушной армии 1-го Украинского фронта. К тому времени он совершил 340 боевых вылетов, принял участие в 57 воздушных боях, в которых сбил 18 самолётов противника лично и ещё 4 — в группе по данным наградного листа, а по данным исследования М. Ю. Быкова — 13 лично и 7 в группе.
Указом Президиума Верховного Совета СССР от 26 октября 1944 года за «мужество и героизм, проявленные в воздушных боях» гвардии капитан Аркадий Гребенёв был удостоен высокого звания Героя Советского Союза с вручением ордена Ленина и медали «Золотая Звезда» за номером 4496.
В дальнейшем участвовал в освобождении Закарпатской Украины, Чехословакии, Польши (Карпатско-Дуклинской, Западно-Карпатской, Моравско-Остравской, Пражской операциях). К концу войны Гребенёв совершил 376 боевых вылетов, принял участие в 63 воздушных боях, сбив 24 самолёта противника лично и ещё 4 — в группе по данным наградных документов (по данным исследования М. Ю. Быкова — 15 лично и 7 в группе). В 1946 году в звании майора он был уволен в запас.
Вернулся в Кировскую область, проживал и работал в Котельниче. В 1965 году Гребенёв окончил Кировский политехнический техникум. Позднее переехал в Симферополь. Скончался 5 июля 1999 года, похоронен на симферопольском кладбище «Абдал».
Награды
- три ордена Красного Знамени (22.10.1941[3], 4.9.1942[4], 26.6.1944[5]);
- Герой Советского Союза (орден Ленина и медаль «Золотая Звезда», 26.10.1944[6])
- два ордена Отечественной войны 1-й степени (28.6.1945[7], 6.4.1985[8]);
- медали[1].

## Память

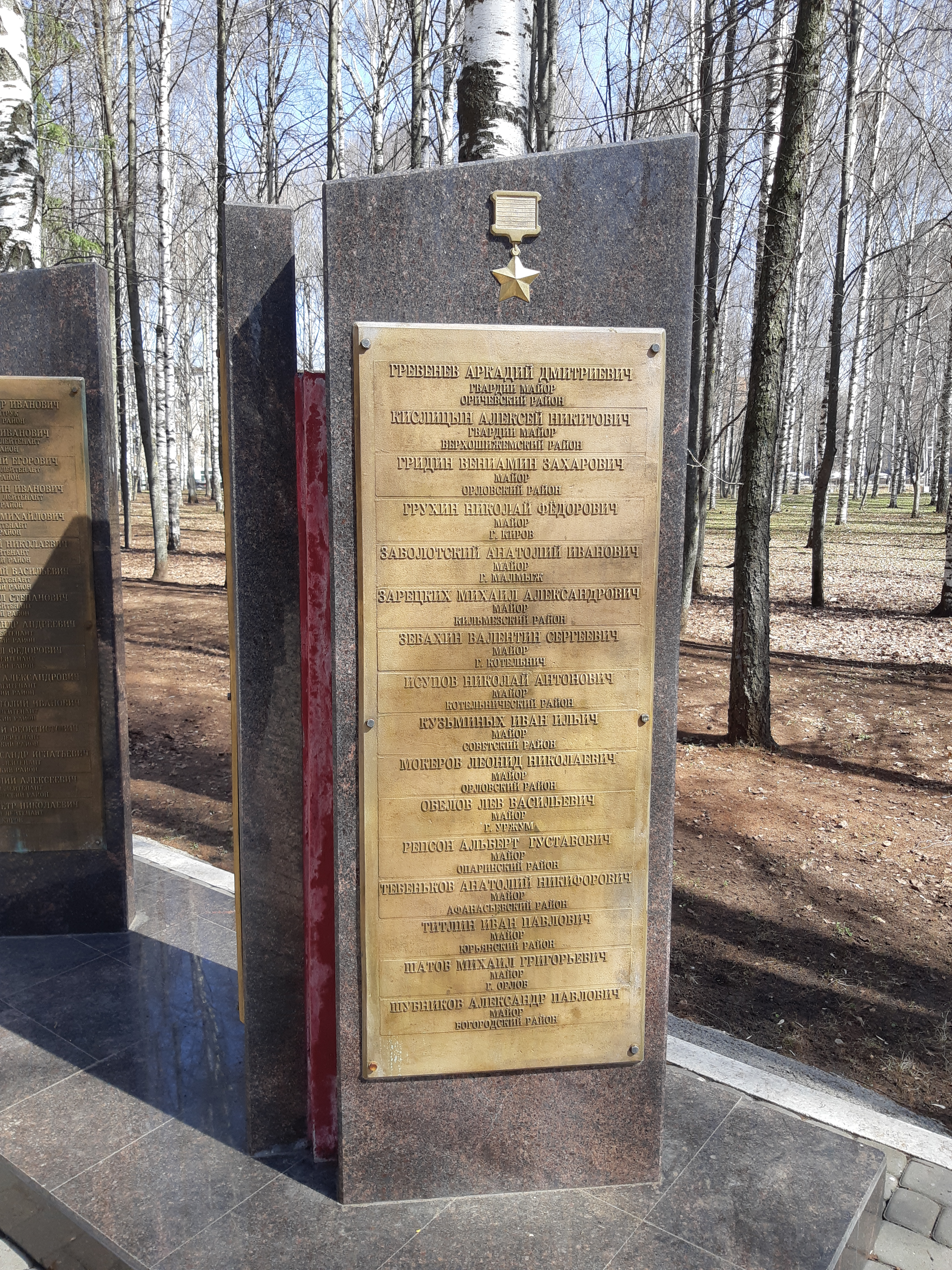
Имя Героя на гранитной стелле в парке Победы в Кирове.

Могила Гребенёва на кладбище «Абдал» в Симферополе.

- Его имя на гранитной стелле в парке Победы в Кирове.
- Имя Героя увековечено на мемориальной доске в честь Героев Советского Союза — уроженцев Кировской области в парке Дворца пионеров города Кирова.

- Имя Героя высечено золотыми буквами в зале Славы Центрального музея Великой Отечественной войны в Парке Победы города Москвы.

- На могиле героя установлен надгробный памятник.